# ميشيل بينديتي
ميشيل بينديتي (بالإيطالية: Michele Benedetti)‏ هو غطاس إيطالي، ولد في 17 ديسمبر 1984 في بارما في إيطاليا.

## وصلات خارجية
- ميشيل بينديتي على موقع الاتحاد الدولي للسباحة (الإنجليزية)
- ميشيل بينديتي على موقع قاعدة بيانات الغوص IAT (الألمانية)
- ميشيل بينديتي على موقع اللجنة الأولمبية الدولية (الإنجليزية)
- ميشيل بينديتي على موقع أوليمبيديا (الإنجليزية)